# کشته‌شدن آرنیکا قائم مقامی
آرنیکا قائم مقامی (۲۰ آذر ۱۳۸۴–۳۰ مهر ۱۴۰۱) دختر نوجوان ۱۷ ساله‌ای بود که در جریان خیزش ۱۴۰۱ ایران، بر اثر ضربات باتون بر سر و صورتش توسط نیروهای جمهوری اسلامی کشته شد.

## کشته‌شدن
آرنیکا قائم مقامی، دختر نوجوان ۱۷ ساله‌ای بود که در ۲۰ مهرماه ۱۴۰۱ در جریان خیزش ۱۴۰۱ ایران بر اثر ضربات باتون نیروهای امنیتی کشته شد. او ۱۰ روز در بیمارستان ارتش در کما بود و سرانجام در ۳۰ مهرماه ۱۴۰۱ بر اثر مرگ مغزی جان خود را از دست داد.

## ادعای حکومت
حکومت جمهوری اسلامی مدعی است که او از بالای ساختمان به پایین پرت شده و مرده است؛ ادعایی که دربارهٔ بعضی از کودکان کشته شدهٔ دیگر اعتراضات ۱۴۰۱ همچون نیکا شاکرمی و سارینا اسماعیل‌زاده از طرف جمهوری اسلامی تکرار شده بود. اساساً مسئولان حکومت جمهوری اسلامی دلیل کشته‌شدن معترضان را خودکشی، بیماری زمینه‌ای، گاز گرفتن سگ و حتی شلیک معترضان به یکدیگر اعلام می‌کنند.

## اشتباه اسمی
اسم آرنیکا قائم مقامی در بعضی از رسانه‌ها به اشتباه، آتیکا قائم مقام درج شده بود.